# Matilda del Brandeburgo
Matilda del Brandeburgo, chiamata anche Mechthild, (1210 circa – 10 giugno 1261) fu la prima duchessa consorte di Brunswick-Lüneburg dal 1235 al 1252 dal suo matrimonio con il duca della stirpe Welfen Ottone il Fanciullo.

## Biografia
Matilda era la figlia maggiore del margravio Alberto II di Brandeburgo e di sua moglie Matilda (Mechthild), figlia del margravio della stirpe Wettin Corrado II di Lusazia. Apparteneva dunque alla dinastie Ascanide.
Lo zio di Alberto, il conte Bernardo d'Anhalt, aveva ricevuto il ducato di Sassonia dopo la deposizione del duca della stirpe Welfen Enrico il Leone nel 1180 e il padre di Matilda, governatore del margraviato di Brandeburgo dal 1205, fu inizialmente un fedele sostenitore della dinastia imperiale degli Hohenstaufen. Tuttavia, dopo l'assassinio di Filippo di Svevia nel 1208, passò dalla parte del rivale della dinastia Welfen, il re Ottone IV. Alla sua morte nel 1220, gli successe i fratelli di Matilda, Giovanni e Ottone III, che continuarono a sostenere i sassoni nella lotta per le loro terre allodiali intorno a Brunswick.

### Il matrimonio
Nel corso della riconciliazione tra le dinastie Welfen e Ascanide, Matilda nel 1228 fu sposata con il principale erede della dinastia Welfen, Ottone I il Fanciullo, nipote del defunto imperatore Ottone IV e nipote di Enrico il Leone. Poiché entrambi erano discendenti del duca Magnus di Sassonia della dinastia Billung, il papa Onorio III provvide con una dispensa papale. Allo stesso tempo, la sorella minore di Matilda, Elisabetta, sposò il langravio della dinastia Ludovingia Enrico Raspe di Turingia. Il matrimonio di Matilda e Ottone fruttò dieci figli conosciuti:
- Elisabetta († 1266), che sposò Guglielmo II d'Olanda, conte d'Olanda e anti-re tedesco;
- Elena († 1273), che sposò Ermanno II, langravio di Turingia appartenente alla dinastia Ludovingia, e successivamente si risposò con Alberto I, duca di Sassonia della dinastia Ascanide;
- Adelaide († 1274), che sposò Enrico I, langravio d'Assia;
- Matilda († intorno al 1295), che sposò Enrico II, principe di Anhalt-Aschersleben, poi badessa di Gernrode;
- Agnese, che sposò Vitslav II, principe di Rügen;
- Alberto I († 1279), duca di Brunswick-Lüneburg;
- Giovanni († 1277), duca di Brunswick-Lüneburg;
- Ottone, principe-vescovo di Hildesheim († 1279);
- Corrado, principe-vescovo di Verden († 1300).

Alla dieta Imperiale del 1235 a Magonza, Ottone il Fanciullo raggiunse un accordo con l'imperatore Federico II della stirpe Hohenstaufen e fu infeudato del ducato di Brunswick-Lüneburg appena creato. Egli prese pose la sua residenza al castello di Dankwarderode a Brunswick, eretto sotto il governo di suo nonno Enrico il Leone. Il duca Ottone morì nel 1252 e gli successe il figlio maggiore Alberto, che tuttavia nel 1267 dovette dividere la sua eredità del Brunswick con il fratello minore Giovanni.

## Ascendenza
|                           |                     |                            | Genitori                   |  |  | Nonni |  |  | Bisnonni                 |  |  | Trisnonni             |  |
|                           |                     |                            |                            |  |  |       |  |  | Alberto I di Brandeburgo |  |  | Ottone di Ballenstedt |  |
|                           |                     |                            |                            |  |  |       |  |  | Alberto I di Brandeburgo |  |  | Ottone di Ballenstedt |  |
|                           |                     | Eilika Billung di Sassonia |                            |  |  |       |  |  | Alberto I di Brandeburgo |  |  |                       |  |
| Ottone I di Brandeburgo   |                     |                            |                            |  |  |       |  |  | Alberto I di Brandeburgo |  |  |                       |  |
|                           |                     | Sofia di Winzenburg        | Ermanno I di Winzenburg    |  |  |       |  |  |                          |  |  |                       |  |
|                           |                     | Sofia di Winzenburg        | Ermanno I di Winzenburg    |  |  |       |  |  |                          |  |  |                       |  |
|                           |                     | Sofia di Winzenburg        | …                          |  |  |       |  |  |                          |  |  |                       |  |
| Alberto II di Brandeburgo |                     | Sofia di Winzenburg        |                            |  |  |       |  |  |                          |  |  |                       |  |
|                           |                     | Boleslao III di Polonia    | Ladislao Herman di Polonia |  |  |       |  |  |                          |  |  |                       |  |
|                           |                     | Boleslao III di Polonia    | Ladislao Herman di Polonia |  |  |       |  |  |                          |  |  |                       |  |
|                           |                     | Boleslao III di Polonia    | Giuditta di Boemia         |  |  |       |  |  |                          |  |  |                       |  |
| Giuditta di Polonia       |                     | Boleslao III di Polonia    |                            |  |  |       |  |  |                          |  |  |                       |  |
|                           |                     | Salomea di Berg            | Enrico di Berg             |  |  |       |  |  |                          |  |  |                       |  |
|                           |                     | Salomea di Berg            | Enrico di Berg             |  |  |       |  |  |                          |  |  |                       |  |
|                           |                     | Salomea di Berg            | Adelaide di Mochental      |  |  |       |  |  |                          |  |  |                       |  |
| Matilda del Brandeburgo   |                     | Salomea di Berg            |                            |  |  |       |  |  |                          |  |  |                       |  |
|                           | Dedi III di Lusazia | Corrado di Meißen          |                            |  |  |       |  |  |                          |  |  |                       |  |
|                           | Dedi III di Lusazia | Corrado di Meißen          |                            |  |  |       |  |  |                          |  |  |                       |  |
|                           | Dedi III di Lusazia | Luitgarda di Ravenstein    |                            |  |  |       |  |  |                          |  |  |                       |  |
| Corrado II di Lusazia     | Dedi III di Lusazia |                            |                            |  |  |       |  |  |                          |  |  |                       |  |
|                           |                     | Matilde di Heinsberg       | …                          |  |  |       |  |  |                          |  |  |                       |  |
|                           |                     | Matilde di Heinsberg       | …                          |  |  |       |  |  |                          |  |  |                       |  |
|                           |                     | Matilde di Heinsberg       | …                          |  |  |       |  |  |                          |  |  |                       |  |
| Matilda di Lusazia        |                     | Matilde di Heinsberg       |                            |  |  |       |  |  |                          |  |  |                       |  |
|                           |                     | Miecislao III di Polonia   | Boleslao III di Polonia    |  |  |       |  |  |                          |  |  |                       |  |
|                           |                     | Miecislao III di Polonia   | Boleslao III di Polonia    |  |  |       |  |  |                          |  |  |                       |  |
|                           |                     | Miecislao III di Polonia   | Salomea di Berg            |  |  |       |  |  |                          |  |  |                       |  |
| Elzbieta di Polonia       |                     | Miecislao III di Polonia   |                            |  |  |       |  |  |                          |  |  |                       |  |
|                           |                     | …                          | …                          |  |  |       |  |  |                          |  |  |                       |  |
|                           |                     | …                          | …                          |  |  |       |  |  |                          |  |  |                       |  |
|                           |                     | …                          | …                          |  |  |       |  |  |                          |  |  |                       |  |
|                           |                     | …                          |                            |  |  |       |  |  |                          |  |  |                       |  |